# Fallout (The Mayfield Four)
Fallout è il primo album in studio del gruppo musicale statunitense The Mayfield Four, pubblicato il 26 maggio 1998 dalla Epic Records.
L'album ha generato due singoli: Don't Walk Away e Always. Inner City Blues è una cover di una canzone di Marvin Gaye, Inner City Blues (Make Me Wanna Holler). Questo album è dotato di suono più soul rispetto al loro secondo album, Second Skin, che si proiettava di più sull'hard rock.

## Tracce
1. Shuddershell – 4:06
2. Suckerpunch – 2:53
3. Forfeit – 4:07
4. Always – 4:36
5. No One Nothing – 5:44
6. 12/31 – 5:55
7. Fallout – 5:31
8. Big Verb – 5:30
9. Realign – 4:36
10. Don't Walk Away – 5:27
11. Overflow – 6:38
12. Inner City Blues – 5:04

Traccia bonus nell'edizione giapponese
1. 10K – 2:36

## Formazione
- Myles Kennedy – voce, chitarra solista
- Craig Johnson – chitarra ritmica
- Marty Meisner – basso
- Zia Uddin – batteria, percussioni